# العمارة البيوالكترونية

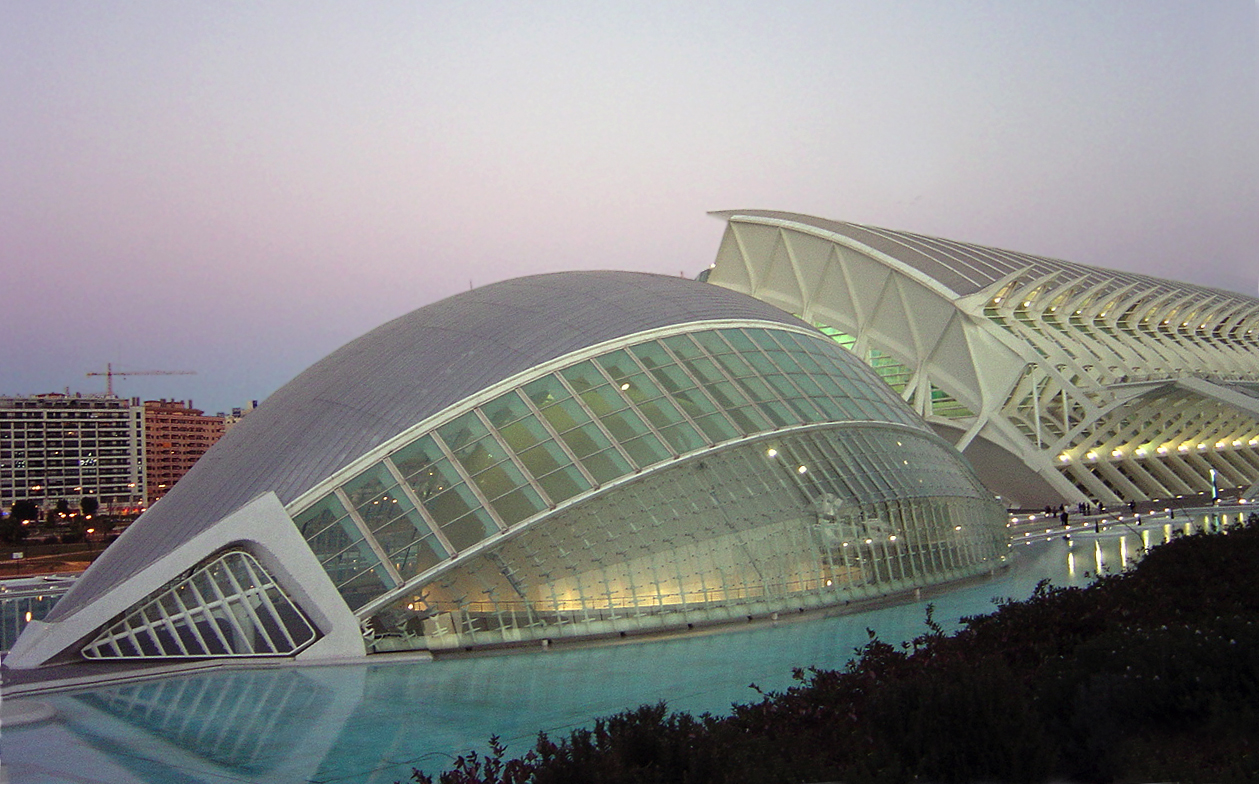

العمارة البيوالكترونية هي حركة في التصميم والبناء تعتمد على نماذج إيحاءات من الطبيعة (الحيوية). بدأت الحركة بالنضج في أوائل القرن 21 ولذلك فقد بدأت تأخذ شكلاً عملياً في الدراسات التصميمية المبكرة. وهي حركة تضع نفسها في موقع المخططات التصميمية التقليدية ذات الشكل المتعامد التقليدي باستخدام أشكال منحنية وسطوح تذكر بالبنى الحيوية والهندسة الكسيرية. أحد الأهداف الرئيسية لداعمي الحركة هو تطوير الشكل الفني والجمالي والاقتصادي لمناهجهم في العمارة.

## مصطلحات ذات صلة
- بيونيك
- تقانة ايكو
- تقانة حيوية
- تقانة عضوية
- تمدن حيوي

## معماريين في العمارة البيوالكترونية
- غريغ لين
- Bates Smart
- نيكولاس غريمشاو
- سانتياغو كالاترافا
- نورمان فوستر
- Ken Yeang
- دانيال ليبسكند
- Jan Kaplický

## وصلات خارجية
- Borovoye-Biocity - مشروع عملاق for Kazakhstan, nmaxu Architects, 2008
- Bionic Tower — E.C.E. مشروع معماري
- عمارة بيونيك — Y.S. Lebedev — M.: Stroiizdat, 1990. — 269 p.
- BioCity — مشروع عمارة مدينة بيونيكية — S. Rastorguev, M. Kudryashov, 2002
- - bionic arcchitecture, Bogotá bioclimatic analysis, 2009